# Cinturón de asteroides

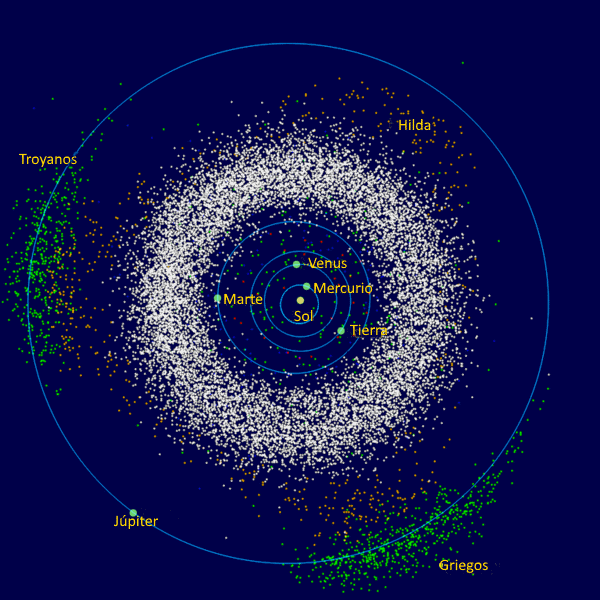
Imagen esquemática del cinturón de asteroides. Se muestra el cinturón principal, entre las órbitas de Marte y Júpiter, y el grupo de los troyanos, en la órbita de Júpiter.

El cinturón de asteroides es un disco circunestelar del sistema solar que se encuentra entre las órbitas de Marte y Júpiter. Alberga multitud de objetos astronómicos, denominados asteroides, y el planeta enano Ceres. Esta región también se denomina cinturón principal con la finalidad de distinguirla de otras agrupaciones de cuerpos menores del sistema solar, como el cinturón de Kuiper o la nube de Oort.
Más de la mitad de la masa total del cinturón está contenida en los cinco objetos de mayor masa: Ceres, Palas, Vesta, Higia y Juno. El más masivo de todos es Ceres, tiene un diámetro de 950 km y una masa del doble que Palas y Vesta juntos. La mayoría de cuerpos que componen el cinturón son mucho más pequeños. El material del cinturón, apenas es  un 4 % de la masa de la Luna, se encuentra disperso por todo el volumen de la órbita, por lo que sería muy difícil chocar con uno de estos objetos en caso de atravesarlo. No obstante, dos asteroides de gran tamaño pueden chocar entre sí, formando las que se conocen como familias de asteroides, que tienen composiciones y características similares. Las colisiones también producen un polvo que forma el componente mayoritario de la luz zodiacal. Los asteroides pueden clasificarse, según su espectro y composición, en tres tipos principales: carbonáceos (tipo-C), de silicato (tipo-S) y metálicos (tipo-M).
El cinturón de asteroides se formó en la nebulosa protosolar junto con el resto del sistema solar. Los fragmentos de material contenidos en la región del cinturón habrían podido formar un planeta, pero las perturbaciones gravitacionales de Júpiter, el planeta más masivo, produjeron que estos fragmentos colisionaran entre sí a grandes velocidades y no pudieran agruparse, resultando en el residuo rocoso que se observa en la actualidad. Una consecuencia de estas perturbaciones son los huecos de Kirkwood, zonas donde no se encuentran asteroides debido a resonancias orbitales con Júpiter, y sus órbitas se tornan inestables. Si algún asteroide pasa a ocupar esta zona es expulsado en la mayoría de los casos fuera del sistema solar, aunque en ocasiones puede ser enviado hacia algún planeta interior, como la Tierra, y colisionar con ella. Desde su formación se ha expulsado la mayor parte del material.
El cinturón de asteroides está dividido en varias regiones según los límites que marcan las resonancias jovianas. Sin embargo, no todos los autores se ponen de acuerdo. Para la mayoría se divide en interior, exterior y medio o principal propiamente dicho, cuyos límites son las resonancias 4:1 y 2:1. A su vez, el cinturón principal se divide en tres zonas designadas con números romanos y limitadas por las resonancias 3:1 y 5:2. Una última resonancia, 7:3, marca una interrupción en la zona III. Algunos asteroides tienen órbitas tan excéntricas que llegan a cruzar la órbita de Marte (en inglés, Mars-crossing asteroids).

## Descripción
Ocupa un área en forma de anillo formado por un gran número de objetos astronómicos. Términos como cinturón, anillo o disco pueden inducir a error: no se trata de un espacio denso en el cual los cuerpos, asteroides, colisionan a menudo entre sí; en promedio, cada asteroide importante está separado de su vecino por una distancia de 5 millones de kilómetros. Las colisiones se producen con intervalos de cientos o incluso de cientos de miles de años (en los asteroides más grandes). El más grande de estos cuerpos, Ceres, es una esfera desigual de 952.4 km de diámetro, y los más pequeños son restos de contornos irregulares, del tamaño de guijarros.
Corresponde a una zona del sistema solar situada entre 2 y 4 UA, en la que no ha podido formarse ningún planeta a causa de las perturbaciones causadas por Júpiter. Por ese motivo, los astrónomos piensan que buena parte de esos cuerpos datan de los primeros tiempos del sistema solar, es decir, de una época en la cual los planetas no existían. Hace más de 4500 millones de años solo giraban en torno al Sol pequeños bloques. A más de 3 unidades astronómicas, esos cuerpos estaban hechos de roca, pero sobre todo de hielo, cuya existencia era posible gracias a temperaturas suficientemente bajas. A menos de 3 unidades astronómicas, los hielos no podrían sobrevivir y únicamente los silicatos se reagruparon para crear pequeños planetoides. Así nacieron los asteroides. La mayoría fueron atraídos por cuerpos con mayor masa: los planetas en formación. Estos desempeñaron el papel de gigantescos aspiradores que limpiaron el espacio de asteroides, excepto Marte y Júpiter. Por esta razón, una parte de esas rocas espaciales constituyen vestigios capaces de dar testimonio de las condiciones reinantes en las inmediaciones del Sol hace 4500 millones de años.
Sin embargo, no todos los asteroides son cuerpos tan primitivos. Los astrónomos han detectado diferencias en su composición. Alrededor de 6 de cada 10 del tipo C, datan probablemente de la génesis del sistema solar. Los otros son rocosos (tipo S) o metálicos (tipo M), y son el resultado de la fragmentación de objetos más grandes, cuyo diámetro sobrepasaría los 200 km. Este es el tamaño mínimo a partir del cual el calor interior generado por la propia gravedad del objeto basta para que se produzca una diferenciación: en el magma, los elementos pesados como los metales se deslizan hacia el centro para constituir el núcleo, mientras que los elementos ligeros, como las piedras, flotan para formar el manto. Cuando, como consecuencia de una colisión el astro se fragmenta, los trozos del núcleo producen asteroides de tipo M y los del manto dan lugar a asteroides de tipo S. Algunos de estos pequeños planetas siguen su propio camino, alejándose de los otros, fuera del cinturón de asteroides.
Desviados por los principales planetas, algunos cruzan en ocasiones la Tierra, como (433) Eros, el más grande, un «balón de rugby» de 14 × 14 × 40 km, o (2101) Adonis. Fobos y Deimos, los dos satélites de Marte, son asteroides capturados durante su escapada del cinturón principal. Lo mismo debió de sucederle a Amaltea, uno de los pequeños satélites jovianos.

## Historia de su observación

### Ley de Titius-Bode
En 1766, Johann Daniel Titius descubrió un supuesto patrón en la distancia de los planetas al Sol. Observó que si a la secuencia numérica: 0, 3, 6, 12, 24, 48... (empezando por 0, siguiendo por 3 y doblando cada vez la cantidad anterior) se le suma cuatro a cada cifra y se divide entre 10, resulta que concuerda bastante bien con las distancias de los planetas del sistema solar en unidades astronómicas (UA):
0.4
0.7
1.0
1.6
2.8
5.2
Pero la ley de Titius-Bode predice un planeta donde no se conoce ninguno: a 2.8 unidades astronómicas.
En 1768, el astrónomo Johann Elert Bode hizo referencia a esta relación en uno de sus escritos, pero no acreditó a Titius hasta 1784, por lo que muchos autores se refirieron a ella como la ley de Bode. Por esta razón en la actualidad se la conoce como ley de Titius-Bode. Este patrón empírico predecía el semieje mayor de los seis planetas conocidos en aquel momento (Mercurio, Venus, Tierra, Marte, Júpiter y Saturno), con la salvedad de que la serie predecía un planeta a una distancia de 2.8 UA del Sol, correspondiente a una zona entre las órbitas de Marte y de Júpiter, sin embargo, allí no se observaba ninguno. Titius declaró: «¿Pero habría dejado el Creador ese espacio vacío? No, en absoluto».
Cuando William Herschel descubrió Urano en 1781, la posición del planeta coincidió casi perfectamente con la predicha por esta ley (se encontraba a 19.2 UA, frente a las 19.6 UA predicha por la ley); esto llevó a los astrónomos a concluir que podía existir un planeta entre las órbitas de Marte y de Júpiter. La siguiente tabla muestra la distancia real de los planetas al Sol en UA en comparación con la predicha por la ley de Titius-Bode, para los planetas que se conocían hasta entonces:
| planeta  | ley de Titius-Bode | realidad |
| -------- | ------------------ | -------- |
| Mercurio | 0.4                | 0.39     |
| Venus    | 0.7                | 0.72     |
| Tierra   | 1                  | 1        |
| Marte    | 1.6                | 1.52     |
| Ceres    | 2.8                | 2.77     |
| Júpiter  | 5.2                | 5.20     |
| Saturno  | 10.0               | 9.54     |
| Urano    | 19.6               | 19.2     |

Giuseppe Piazzi emprendió la búsqueda de dicho planeta, y el año nuevo de 1801 lo encontró. O creyó haberlo hecho. Ceres, con tan solo 950 km de diámetro, era más bien de los pequeños.
Pero el descubrimiento de Ceres fue rápidamente seguido por Palas en 1802; Juno en 1804; y Vesta en 1807.

### Ceres y la policía celeste

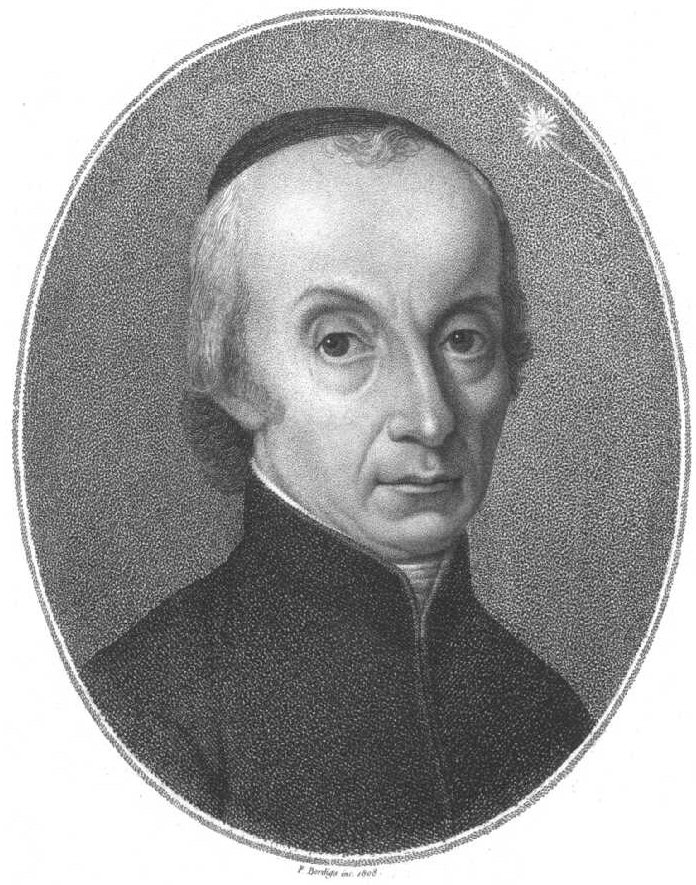
Giuseppe Piazzi, descubridor de Ceres, el objeto más grande y masivo del cinturón de asteroides.

El astrónomo Franz Xaver von Zach comenzó en 1787 a buscar el planeta predicho por la ley de Titius-Bode. Sin embargo, se dio cuenta de que para lograrlo necesitaría la ayuda de otros astrónomos, y en septiembre de 1800 von Zach reunió a un grupo de 24 observadores, los cuales se repartieron la banda del zodiaco en 24 partes, lo que correspondía a 15° cada uno. Este grupo se hacía llamar la policía celeste (Himmels polizei), y entre sus miembros se encontraban astrónomos tan reputados como William Herschel, Charles Messier, Johann Elert Bode, Barnaba Oriani y Heinrich Olbers.
La policía celeste mandó una invitación para que se uniera a su causa el italiano Giuseppe Piazzi, pero antes de que le llegara la invitación, Piazzi descubrió el «planeta» buscado el 1 de enero de 1801, al que llamó Ceres en honor a la diosa romana de la agricultura y patrona de Sicilia. Piazzi, que no estaba al corriente de los planes del grupo de astrónomos, trataba de realizar observaciones para completar su catálogo de estrellas, cuando localizó en la constelación de Tauro un pequeño punto luminoso que no constaba en el catálogo. El italiano lo observó a la noche siguiente y se encontró con que se había desplazado sobre el fondo de estrellas. Los días subsiguientes continuó observando aquel minúsculo punto de luz, y pronto se convenció de que aquello se trataba de un nuevo objeto del sistema solar. En un primer momento, Piazzi creyó que se trataba de un cometa, pero la ausencia de nebulosidad a su alrededor y su movimiento lento y uniforme le convencieron de que podría tratarse de un nuevo planeta. Ceres se encontraba a 2.77 UA, casi exactamente en la posición predicha por la ley de Titius-Bode de 2.8 UA.

### Palas y el concepto de asteroide
Quince meses después, el 28 de marzo de 1802, Heinrich Olbers descubrió un segundo objeto en la misma región, al que llamó Palas. Su semieje mayor también coincidía con la ley de Titius-Bode, actualmente estimado en 2.78 UA, pero su excentricidad e inclinación eran muy distintas a las de Ceres. Los astrónomos quedaron desconcertados; Ceres se ajustaba perfectamente a las predicciones de la ley de Titius-Bode, pero Palas también, y esta ley no permitía dos objetos en la misma región.
Con tal de no violar la ley de Titius-Bode, los astrónomos comenzaron a creer que los dos cuerpos que se habían descubierto eran en realidad fragmentos de un planeta más grande que había explotado o que se había despedazado debido a impactos sucesivos de cometas. El 6 de mayo de 1802, y tras estudiar la naturaleza y el tamaño de estos dos nuevos objetos, William Herschel propuso denominar «asteroides» a Ceres y Palas, por su parecido con las estrellas al observarlos. En palabras del astrónomo:

Como ni la denominación de planetas, ni la de cometas, puede aplicarse a estas dos estrellas, debemos distinguirlas por un nuevo nombre... Parecen pequeñas estrellas y difícilmente se distinguen de ellas. Por su apariencia asteroidal, si se me permite esta expresión, sugiero tomar este nombre y llamarlas «asteroides». [...] Los asteroides son cuerpos celestes, los cuales se mueven en órbitas ya sean de excentricidad escasa o considerable alrededor del Sol, y cuya inclinación sobre la eclíptica puede ser de cualquier ángulo. Su movimiento puede ser directo o retrógrado; y pueden tener o no atmósferas, pequeñas comas, discos o núcleos.
William Herschel, Observations on the Two Lately Discovered Celestial Bodies, 1802.

Así, Herschel pretendía englobarlos dentro de una nueva clase de objetos del sistema solar, con tal de que no violaran la ley de Titius-Bode para los planetas. La definición es ambigua intencionadamente, para que, en palabras de Herschel, sea «suficientemente amplia para abarcar descubrimientos futuros».
Sin embargo, y a pesar de los esfuerzos de Herschel, durante varias décadas los astrónomos continuaron enmarcando a estos objetos dentro de los planetas. Ceres fue considerado planeta hasta la década de 1860, cuando pasó a considerarse asteroide, pero esta clasificación perduró hasta 2006, ya que en la actualidad forma parte de los denominados planetas enanos junto a Plutón y algunos otros más.

### Cinturón de asteroides
En pocos años, los astrónomos descubrieron dos nuevos objetos más, que casaban con el concepto de Herschel. El 1 de septiembre, Karl Harding halló Juno, y el 29 de marzo de 1807 Heinrich Olbers descubrió Vesta. Sin embargo, no se descubrió un nuevo objeto de esta naturaleza hasta 1845, con el hallazgo de Astrea por Karl Hencke el 8 de diciembre de dicho año. A partir de entonces, comenzaron a descubrirse multitud de estos objetos a medida que los telescopios se iban haciendo más potentes, hasta tal punto que a comienzos de la década de 1850 ya se habían descubierto más de una decena de ellos, por lo que el concepto de «asteroides» fue gradualmente sustituyendo al de planetas para clasificar a estos objetos.
Con el descubrimiento del planeta Neptuno en 1846, la ley de Titus-Bode comenzó a perder fuerza entre la comunidad de astrónomos, ya que este planeta no la cumplía. De hecho, actualmente dicha ley se toma por una mera casualidad sin ninguna justificación teórica, aunque algunos trabajos muestran que las leyes de Kepler podrían tener cierta correlación con la ley de Titus-Bode.
La cuestión de la nomenclatura comenzó a ser un problema para los astrónomos. Cada vez que se descubría uno de estos objetos, se le daba generalmente el nombre de alguna diosa o heroína de la mitología y se le designaba con un símbolo para abreviarlo, como ocurre con los planetas. Sin embargo, la multitud de asteroides descubiertos provocó que estos símbolos fueran cada vez más complejos, hasta tal punto que había que tener cierta habilidad artística para dibujarlos. Por este motivo, finalmente en 1867 se acordó una nueva nomenclatura para estos objetos, la cual consistía en el nombre del asteroide precedido por un número entre paréntesis, y en orden de descubrimiento: (1) Ceres, (2) Palas, (3) Juno, (4) Vesta, etcétera. Actualmente se suelen representar del mismo modo, incluyendo o sustrayendo los paréntesis.
El término «cinturón de asteroides» comenzó a utilizarse a comienzos de la década de 1850, aunque se ignora quién fue el primero en hacer referencia al mismo. En el año 1868 ya se conocía un centenar de asteroides y en 1891 el uso de la astrofotografía, iniciado por Max Wolf, aceleró el ritmo de descubrimientos todavía más. En 1923 el número de asteroides sobrepasaba los 1000, en 1981 los 10 000, en 2000 los 100 000 y en 2012 el número de asteroides rondaba los 600 000.

## Origen

### Formación

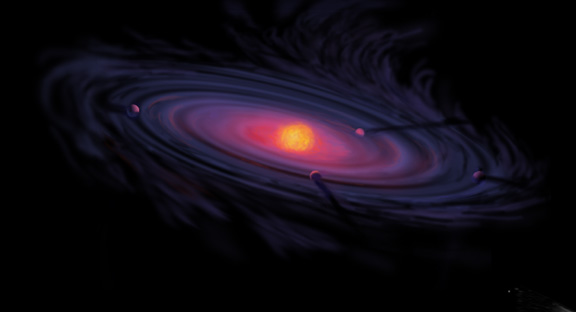
Representación artística de un disco protoplanetario alrededor de una estrella, similar al que formó los planetas del sistema solar.

En 1802, poco después del descubrimiento de (2) Palas, Heinrich Olbers sugirió a William Herschel que Ceres y (2) Palas podrían tratarse de fragmentos de un planeta mucho más grande que en el pasado podría haber orbitado en aquella región entre Marte y Júpiter. Según esta hipótesis, el planeta se descompuso hace millones de años debido a una explosión interna o a impactos de cometa. Sin embargo, la gran cantidad de energía que hubiera sido necesaria para que tal evento ocurriera, en combinación con la escasa masa total del cinturón de asteroides (solo un 4 % la masa de la Luna), ponen de manifiesto que esta hipótesis no puede ser válida. Además, las diferencias en composición química entre los asteroides del cinturón son muy difíciles de explicar en el caso de que fueran originados en el mismo planeta. Por tanto, en la actualidad la mayoría de científicos acepta que los asteroides nunca formaron parte de un planeta.
En general, se cree que el sistema solar se formó a partir de una nebulosa primitiva, compuesta por gas y polvo, que colapsó bajo influencia gravitatoria formando un disco de material en rotación. Mientras que en el centro, donde se formaría el Sol, la densidad aumentaba con rapidez, en las regiones externas del disco se formaron granos sólidos de pequeño tamaño que, con el tiempo, fueron agrupándose mediante procesos de acreción y colisión para formar los planetas.
Los planetesimales que se encontraban en la región donde actualmente se encuentra el cinturón fueron perturbados gravitacionalmente por Júpiter. Ese planeta provocó que una determinada parte de los planetesimales adquiriera excentricidades e inclinaciones muy elevadas, acelerándose a altas velocidades, lo que causó que colisionaran entre ellos, y por tanto en vez de agruparse para formar un planeta se disgregaron en multitud de residuos rocosos: los asteroides. Una gran parte de ellos fue eyectada fuera del sistema solar, sobreviviendo solamente menos del 1 % de los asteroides iniciales.

### Evolución
Desde su formación en la nebulosa primitiva que dio origen al sistema solar, los asteroides han sufrido diversos cambios. Entre estos se encuentran el calor interno durante los primeros millones de años, el derretimiento de su superficie debido a impactos, la erosión espacial a causa de la radiación y el viento solar, y el bombardeo de micrometeoritos. Algunos científicos se refieren a los asteroides como los planetesimales residuales, mientras que otros los consideran distintos debido a estos procesos.
Se cree que el cinturón de asteroides actual contiene solamente una fracción de la masa del cinturón primitivo. Las simulaciones por computadora sugieren que el cinturón de asteroides original podría haber contenido una masa equiparable a la de la Tierra. Debido principalmente a perturbaciones gravitatorias, la mayoría del material fue expelido del cinturón durante los primeros millones de años de formación, dejando solamente un 0.1 % de la masa original. Se cree que parte del material expulsado podría encontrarse en la nube de Oort, en los confines del sistema solar. Desde su formación, el tamaño típico de los asteroides ha permanecido relativamente estable; no ha habido aumentos o disminuciones significativas.
La resonancia orbital 4:1 con Júpiter, situada en torno a 2.06 UA del Sol, puede considerarse el límite interior del cinturón principal. Las perturbaciones causadas por Júpiter enviaron los asteroides que allí se encontraban hacia órbitas inestables, creando una zona desierta a dicha distancia. La mayoría de los cuerpos que se encontraban a menor distancia fueron lanzados hacia Marte (cuyo afelio es de 1.67 UA) o eyectados por perturbaciones gravitacionales en los primeros episodios de la formación del sistema solar. Los asteroides que conforman la familia Hungaria se encuentran más próximos al Sol que la zona mencionada anteriormente, pero poseen órbitas estables debido a su elevada inclinación orbital.
Cuando el cinturón de asteroides todavía estaba en formación, a una distancia de 2.7 UA del Sol se encontraba la línea de separación de temperaturas del punto de condensación del agua. A los planetesimales que se encontraban a una distancia mayor les fue posible acumular hielo. En 2006 se postuló que una población de cometas situados más allá del límite de dicha separación pudo haber contribuido a la formación de los océanos de la Tierra.

## Características
Contrariamente a lo que se suele pensar, el cinturón de asteroides está en su mayor parte vacío. Los asteroides están diseminados en un volumen tan grande que sería muy difícil atravesar el cinturón y encontrarse con uno de ellos sin pretenderlo. No obstante, y aunque actualmente se conocen cientos de miles de estos cuerpos celestes, se calcula que el cinturón alberga varios millones de asteroides.

### Tamaños

Tamaño de los diez primeros asteroides, en orden de descubrimiento, en comparación con la Luna.

La masa total del cinturón de asteroides se estima entre 3.0 × 1021 y 3.6 × 1021 kg, lo cual supone solamente un 4 % de la masa de la Luna, o lo que es lo mismo, un 0.06 % de la masa terrestre. Los objetos celestes más grandes del cinturón son, por tanto, mucho menores y menos masivos que la Luna. Los cuatro cuerpos principales suman la mitad de la masa total del cinturón, y Ceres, el más grande de ellos, representa un tercio de la masa total. Ceres posee un radio de unos 475 km, que equivale a un tercio del radio lunar, y una masa de 1021 kg, que representa solamente un 1.3 % de la masa de la Luna. El segundo objeto más grande del cinturón, (4) Vesta, tiene la mitad del tamaño de Ceres. Se conocen en torno a 1000 asteroides cuyo radio es mayor que 15 km, y se estima que el cinturón podría albergar cerca de medio millón de asteroides con radios mayores que 1.6 km.
Los tamaños de los asteroides pueden determinarse de diversas maneras, sabiendo su distancia. Uno de los métodos es observando su tránsito aparente delante de una estrella, que sucede debido a la rotación terrestre. Cuando esto ocurre, la estrella es ocultada detrás del asteroide, y midiendo el tiempo que se prolonga dicha ocultación es posible hallar el diámetro del asteroide. Con este método se ha determinado con buena precisión los tamaños de los asteroides más grandes del cinturón, como Ceres o (2) Palas.
Otro método para estimar sus tamaños es medir su brillo aparente. Cuanto más grande sea un asteroide, más luz solar reflejará debido a su mayor superficie. Sin embargo, el brillo aparente también depende del albedo característico del asteroide, y este viene determinado por la composición del mismo. A modo de ejemplo, (4) Vesta aparece algo más brillante en el cielo que Ceres, pues el albedo del primero es cuatro veces superior. No obstante, el albedo de los asteroides puede determinarse, ya que cuanto menor albedo posee un cuerpo, más radiación absorbe y por tanto más se calienta; este calor emite radiación en el infrarrojo, y comparando la radiación infrarroja y la visible que llega a superficie terrestre puede determinarse el albedo, y por tanto calcular su tamaño. Con este método se puede incluso averiguar las irregularidades que presenta un determinado asteroide en el caso de que se encuentre en rotación. En ese caso, las irregularidades hacen que la superficie que se observa cambie, modificando también su brillo aparente de forma periódica.

### Composición

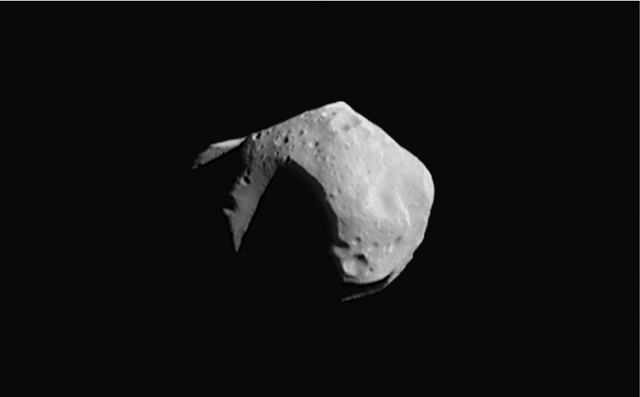
253 Matilde, un asteroide de tipo-C o carbonáceo

La mayoría de los asteroides del cinturón se encuentran clasificados, según su composición, en tres categorías: asteroides carbonáceos o tipo-C, asteroides de silicatos o tipo-S, y asteroides metálicos o tipo-M. Existen otros tipos de asteroides, pero su población es muy escasa.
Existe una correlación importante entre la composición de los asteroides y su distancia al Sol. Los asteroides más cercanos suelen ser rocosos, compuestos por silicatos y exentos de agua, mientras que los más alejados son en su mayoría carbonáceos, compuestos por minerales arcillosos y con presencia de agua. Por tanto, los asteroides más alejados son también los más oscuros, y los más cercanos reflejan mayor cantidad de radiación. Se cree que este hecho es consecuencia de las características de la nebulosa primitiva que dio origen al sistema solar. En las regiones más alejadas la temperatura era mucho menor, y por tanto el agua se podía condensar en los asteroides; todo lo contrario que en las regiones interiores, donde al tener mayor temperatura el agua probablemente se vaporizaría.
Los asteroides tipo-C o carbonáceos son los más abundantes en el cinturón, ya que componen el 75 % del total. Reflejan muy poca luz (albedo entre 0.03 y 0.09) y por tanto son muy oscuros, y suelen presentar un tono ligeramente azulado. Estos asteroides absorben bastante radiación infrarroja debido a la presencia de agua retenida en su estructura. Por lo general se encuentran en las regiones exteriores del cinturón. El asteroide de mayor tamaño que pertenece inequívocamente al tipo-C es (10) Higia.

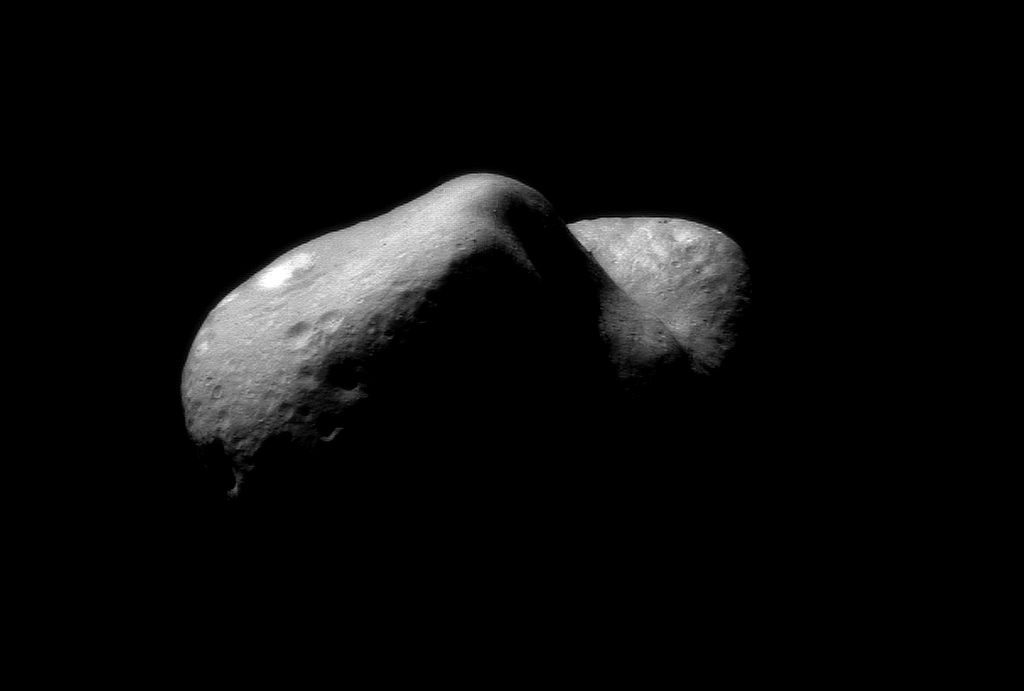
(433) Eros, asteroide de tipo-S, compuesto por silicatos.

Los asteroides tipo-S, compuestos por silicatos, representan en torno al 15 % del total. Están situados en la parte del cinturón más cercana al Sol. Exhiben un color ligeramente rojizo y tienen un albedo relativamente elevado (entre 0.10 y 0.22). (3) Juno constituye un buen ejemplo de este tipo.
Los asteroides tipo-M, o metálicos, poseen cantidades importantes de hierro y níquel. Conforman aproximadamente el 10 % del total de asteroides, y poseen un albedo similar a los de tipo-S (0.10-0.18). Estos objetos pueden ser los núcleos metálicos de objetos anteriores de mayor tamaño, los cuales acabaron fragmentándose debido a colisiones. Se encuentran situados a mitad del cinturón de asteroides, en torno a 2.7 UA del Sol. Aunque no es común, se han registrado asteroides, como es el caso de (22) Kalliope, que presentan densidades muy bajas para ser de tipo-M, lo cual implica que no están compuestos principalmente por metales y presentan altas porosidades. Dentro de este tipo se engloban asteroides que no se ajustan a los tipos C y S, pues no todos los asteroides tipo-M están compuestos por materiales similares ni tienen el mismo albedo.
Una de las incógnitas del cinturón de asteroides es la relativa escasez de asteroides basálticos, o de tipo-V. Las teorías de formación de asteroides predicen que los objetos del tamaño de (4) Vesta o mayores deberían formar corteza y manto, los cuales estarían compuestos principalmente por roca basáltica. Las evidencias muestran, sin embargo, que el 99 % del material basáltico predicho no se observa. Hasta el año 2001 se creía que la mayor parte de los objetos basálticos descubiertos en el cinturón se habían originado a partir de (4) Vesta. Sin embargo, el descubrimiento de (1459) Magnya reveló una composición química diferente a los asteroides basálticos conocidos anteriormente, lo cual sugiere que se originó de forma distinta. Esta hipótesis se reforzó con el descubrimiento en 2007 de dos asteroides en la región exterior del cinturón. Se trata de (7472) Kumakiri y (10537) 1991 RY16, los cuales presentan composiciones basálticas diferentes. Estos dos asteroides son los únicos de tipo-V descubiertos hasta la fecha en la región exterior del cinturón.
| Tipo | Composición               | Población | Subclases |                     |
| ---- | ------------------------- | --------- | --------- | ------------------- |
| C    | Condrita carbonácea       | 75 %      | E         | Acondrita enstática |
|      |                           |           | U         | Acondrita basáltica |
| R    | Condrita ordinaria        |           |           |                     |
| S    | Silicatos                 | 15 %      |           |                     |
| M    | Metálicos (Níquel-Hierro) | 10 %      |           |                     |

## Órbitas

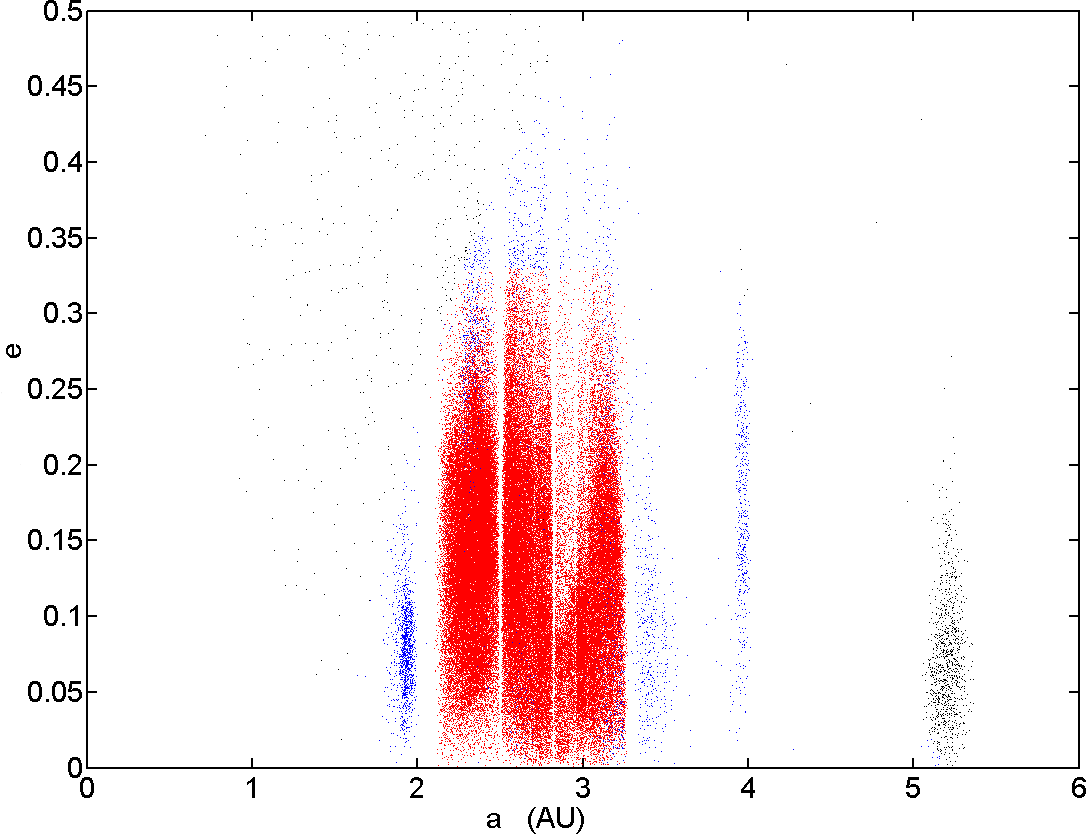
Representación de la excentricidad de los asteroides respecto de su distancia al Sol. Los puntos rojos y azules forman el cinturón principal. Puede observarse que la excentricidad media se sitúa en torno a 0.15.

Los asteroides orbitan en el mismo sentido que los planetas, con períodos orbitales desde 3.5 hasta seis años, generalmente. La excentricidad media de los asteroides se sitúa sobre 0.15, aunque algunos como (1862) Apolo y (944) Hidalgo poseen excentricidades muy elevadas (en torno a 0.6). Unos pocos asteroides poseen inclinaciones orbitales superiores a 25°, entre ellos el asteroide (945) Barcelona, descubierto por José Comas y Solá en 1921, cuya inclinación es de 32.8°. El asteroide con la órbita más inclinada es (1580) Betulia, con 52°.

### Huecos de Kirkwood

Distribución de las distancias de las órbitas de los asteroides, donde se pueden observar los diferentes huecos de Kirkwood para las diferentes resonancias.

Al representar en una gráfica la distancia de los asteroides al Sol, pueden observarse regiones vacías donde no hay ninguno. Estos huecos coinciden con las órbitas donde existe resonancia orbital con Júpiter, es decir, donde el período de la órbita está relacionado mediante una fracción simple con el período de Júpiter. Por ejemplo, cualquier asteroide situado a una distancia de 3.28 UA, tendría una resonancia 2:1 con Júpiter; cuando el asteroide completa dos vueltas alrededor del Sol, Júpiter completa una. Otras resonancias importantes son las correspondientes a 3:1, 5:2 y 7:3, a unas distancias de 2.5 UA, 2.82 UA y 2.96 UA, respectivamente. También existen otras resonancias secundarias, que no se encuentran vacías sino que el número de asteroides es menor, como la resonancia 8:3 (semieje mayor de 2.71 UA). El cinturón principal se puede dividir entonces en tres zonas diferenciadas separadas por estos huecos: Zona I (2.06-2.5 UA), Zona II (2.5-2.82 UA) y Zona III (2.82-3.28 UA).
Estos huecos vacíos reciben el nombre de su descubridor, Daniel Kirkwood, quien los descubrió en el año 1886. Cualquier asteroide situado en estas posiciones sería acelerado por Júpiter y su órbita se alargaría (aumenta la excentricidad), por lo que el perihelio de su órbita podría acercarse a la órbita de algún planeta y colisionar con él o con el Sol, o ser eyectado fuera del sistema solar. Al contrario que sucede con los huecos en los anillos de Saturno, los huecos de Kirkwood no pueden ser observados directamente, ya que los asteroides poseen excentricidades muy variadas y por tanto están continuamente cruzando a través de ellos.
Desde la formación del sistema solar, los planetas han sufrido variaciones en su órbita, y en concreto han ido modificando lentamente su distancia al Sol. La modificación de la órbita de Júpiter, y por tanto la alteración con el tiempo de la posición de los huecos de Kirkwood, podría explicar el escaso número de asteroides que albergan determinadas regiones del cinturón.

### Cambios en las órbitas
Aunque las resonancias orbitales de los planetas son el modo más efectivo de modificar las órbitas de los asteroides, existen otros medios por los cuales esto sucede. Algunas evidencias, como el número de NEA o meteoritos cerca de la Tierra, sugieren que las resonancias no son capaces por sí solas de producirlas.
En un primer momento se postuló que las colisiones aleatorias entre asteroides podrían provocar que cayeran dentro de los huecos de Kirkwood, y por tanto ser eyectados por las perturbaciones de los planetas. Sin embargo, los modelos computacionales han mostrado que los efectos que esto produce se encuentran varios órdenes de magnitud por debajo de lo observado. Por tanto, deben ser más importantes otros efectos.

Esquema del efecto Yarkovsky, mostrando la asimetría de la emisión de radiación infrarroja en un asteroide.

I. O. Yarkovsky propuso a finales del siglo XIX que la luz solar podría provocar alteraciones en las órbitas de los asteroides. Este efecto se conoce como efecto Yarkovsky, y es posible debido a que la luz transporta momento lineal. La luz solar directa que llega al asteroide no modifica su órbita, ya que la luz le llega en la misma dirección que la fuerza de atracción gravitatoria del Sol, y a efectos prácticos es como si estuviera siendo atraído por un objeto ligeramente menos masivo que el Sol. La idea clave de Yarkovsky es que un asteroide posee temperaturas diferentes en su superficie según su orientación al Sol. Los cuerpos emiten radiación infrarroja, tanto mayor cuanto a más temperatura se encuentren, y estos fotones emitidos le imprimen al asteroide una cantidad de movimiento en sentido contrario de hacia donde fueron radiados. De este modo, habrá una emisión asimétrica de fotones y el asteroide se moverá. Este efecto es mayor si existen diferencias de temperatura entre el afelio y el perihelio del asteroide. Mediante el efecto Yarkovsky se pueden determinar sus densidades, y se pueden explicar determinadas características orbitales y morfológicas que poseen algunas familias de asteroides.
Algunos científicos desarrollaron una variación de los trabajos de Yarkovsky, denominada efecto YORP. Este efecto predice cambios en las rotaciones y velocidades de los asteroides debido al efecto Yarkovsky, y hasta ahora las observaciones realizadas concuerdan plenamente con las predicciones.

## Objetos principales

### Ceres

Composición interna de Ceres, de tipo-C (carbonáceo). Puede observarse la capa de hielo en su interior.

Ceres es el cuerpo celeste más grande del cinturón y el único clasificado como planeta enano, desde la redefinición de planeta de 2006. Esta clasificación se debe a que su gravedad lo ha moldeado con una forma casi esférica (con un diámetro de 940 km aprox.) y, por tanto, se dice que posee equilibrio hidrostático. Con anterioridad a 2006 era considerado el asteroide más grande, pero en la actualidad es el planeta enano más pequeño, ya que los otros objetos que comparten esa misma clasificación, como Plutón o Eris, son mayores.
Su magnitud absoluta es de 3.32, mayor que la de cualquier otro cuerpo del cinturón. Sin embargo, no deja de ser un cuerpo muy oscuro, ya que su albedo es de tan solo un 5 %. Su estructura interna está formada por un núcleo compuesto de silicatos y una capa de agua en forma de hielo rodeada por una fina corteza. Una parte muy pequeña del hielo se convierte en vapor de agua debido a la radiación solar, lo que le confiere una tenue atmósfera. Su masa es casi un tercio de la del total de cinturón. Orbita a una distancia de entre 2.5 y 3 UA, y su excentricidad es de solo 0.08, por lo que su órbita es bastante circular.

### Vesta
(4) Vesta, descubierto por Olbers en 1807, es el segundo asteroide de mayor masa, el tercero en tamaño, y el más brillante de todos. Esto se debe a que posee un albedo del 42 %, mayor incluso que el albedo de la Tierra (37 %). Constituye el 9 % de la masa total del cinturón, y su diámetro medio es de 530 km. Orbita a una distancia del Sol muy similar a la de Ceres. Vesta posee un núcleo metálico bastante denso (de hierro y níquel), un manto compuesto de olivino, y una corteza muy fina de apenas unos kilómetros de grosor.

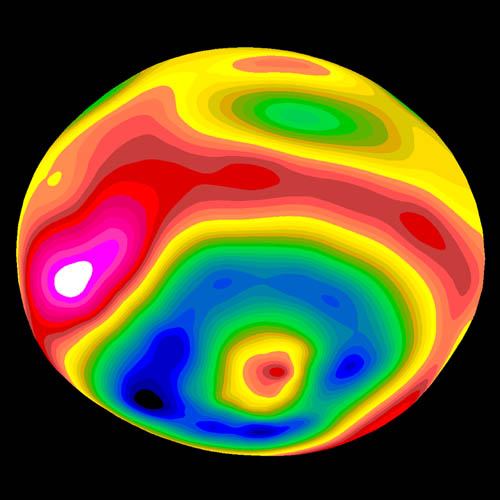
Imagen de la elevación en la superficie de (4) Vesta, donde puede observarse el enorme cráter de la colisión que formó los fragmentos de la familia Vesta.

Vesta recibió el impacto de otro asteroide, dejando un enorme cráter sobre su superficie y enviando al cinturón multitud de fragmentos correspondientes al 1 % de la masa del asteroide. De este modo se formó la familia Vesta, de tipo-V (basálticos), pero actualmente solo una pequeña parte de estos fragmentos continúa orbitando el cinturón, pues se cree que el resto fue disipado al alcanzar la resonancia 3:1 con Júpiter, en uno de los huecos de Kirkwood. Algunos meteoritos caídos sobre la Tierra tienen su origen en esta colisión.

### Palas
(2) Palas es el segundo objeto de mayor tamaño del cinturón, aunque (4) Vesta es más masivo. Representa un 7 % de la masa del cinturón y su albedo es del 12 %, ya que es de tipo-C. Posee la órbita más excéntrica de los cuatro, con un valor de 0.23, lo cual hace que su distancia más cercana al Sol (2.1 UA) diste mucho de la más alejada (3.4 UA). También su inclinación orbital es superior, con 34° (las de los otros tres son menores que 10°). Se cree que un impacto sobre su superficie formó la familia Palas, aunque el número de miembros es escaso.
En 1803, un año después de su descubrimiento y debido a su repercusión, William Hyde Wollaston bautizó a un nuevo elemento con el nombre de paladio.

### Higia
(10) Higia es el cuarto mayor objeto del cinturón de asteroides, con un diámetro medio de 431 km, aunque presenta una forma bastante alargada, y constituye un 3 % de la masa total del cinturón. Fue descubierto por Annibale de Gasparis en 1849. En cuanto a su composición, es un asteroide carbonáceo (tipo-C) con un albedo del 7 %. Es el miembro principal de la familia homónima a la que da nombre. Se trata, de los cuatro, del asteroide más externo, cuyo afelio alcanza las 3.5 UA, y tarda 5.5 años en completar su órbita.

### Juno
(3) Juno fue el tercer asteroide en ser descubierto y es uno de los más grandes del cinturón principal de asteroides, siendo el segundo más pesado dentro de los de tipo S. Fue descubierto el 1 de septiembre de 1804 por el astrónomo alemán Karl Ludwig Harding y bautizado con este nombre en honor a la diosa Juno. Al principio fue considerado un planeta, como Ceres, Palas, y Vesta. Fue clasificado de nuevo como asteroide, junto con los otros tres, cuando muchos asteroides más fueron descubiertos. El pequeño tamaño de Juno y su forma irregular lo excluyeron de haber sido considerado planeta enano conforme a la clasificación de la Unión Astronómica Internacional.

## Localización
Aunque la mayor parte de los asteroides se encuentran en el cinturón principal, también existen otros grupos de asteroides. Se pueden diferenciar tres regiones de asteroides, según su distancia al Sol:
- Cinturón principal: se encuentra situado entre 2.06 y 3.65[53] UA, en una región entre Marte y Júpiter. A su vez pueden clasificarse familias de asteroides, como Hungaria, Hilda,[54] Eos, Themis, Cibeles, Koronis, entre otras.
- Asteroides próximos a la Tierra (o NEA, del inglés Near-Earth Asteroid): son asteroides muy próximos a la órbita terrestre, situados a menos de 1.3 UA del Sol. Se pueden subdividir en tres grupos:
  - Asteroides Atón: poseen semiejes mayores menores que 1 UA, y afelios mayores que 0.983 UA.
  - Asteroides Apolo: poseen semiejes mayores más distantes que 1 UA, y perihelios menores que 1.017 UA.
  - Asteroides Amor: poseen perihelios entre 1.017 UA y 1.3 UA. El asteroide (1036) Ganymed es el NEA descubierto de mayor tamaño.
- Troyanos: se encuentran situados cerca de los puntos de Lagrange de Júpiter (situados a 60° de la línea que une el Sol y Júpiter). Se conocen alrededor de 4000.[55] En ocasiones también se clasifican dentro de este grupo algunos asteroides situados en los puntos de Lagrange de Neptuno o Marte, como es el caso de (5261) Eureka. Reciben este nombre debido al primer asteroide de este grupo descubierto, (588) Aquiles, héroe de la guerra de Troya.[56]

### Familias de asteroides

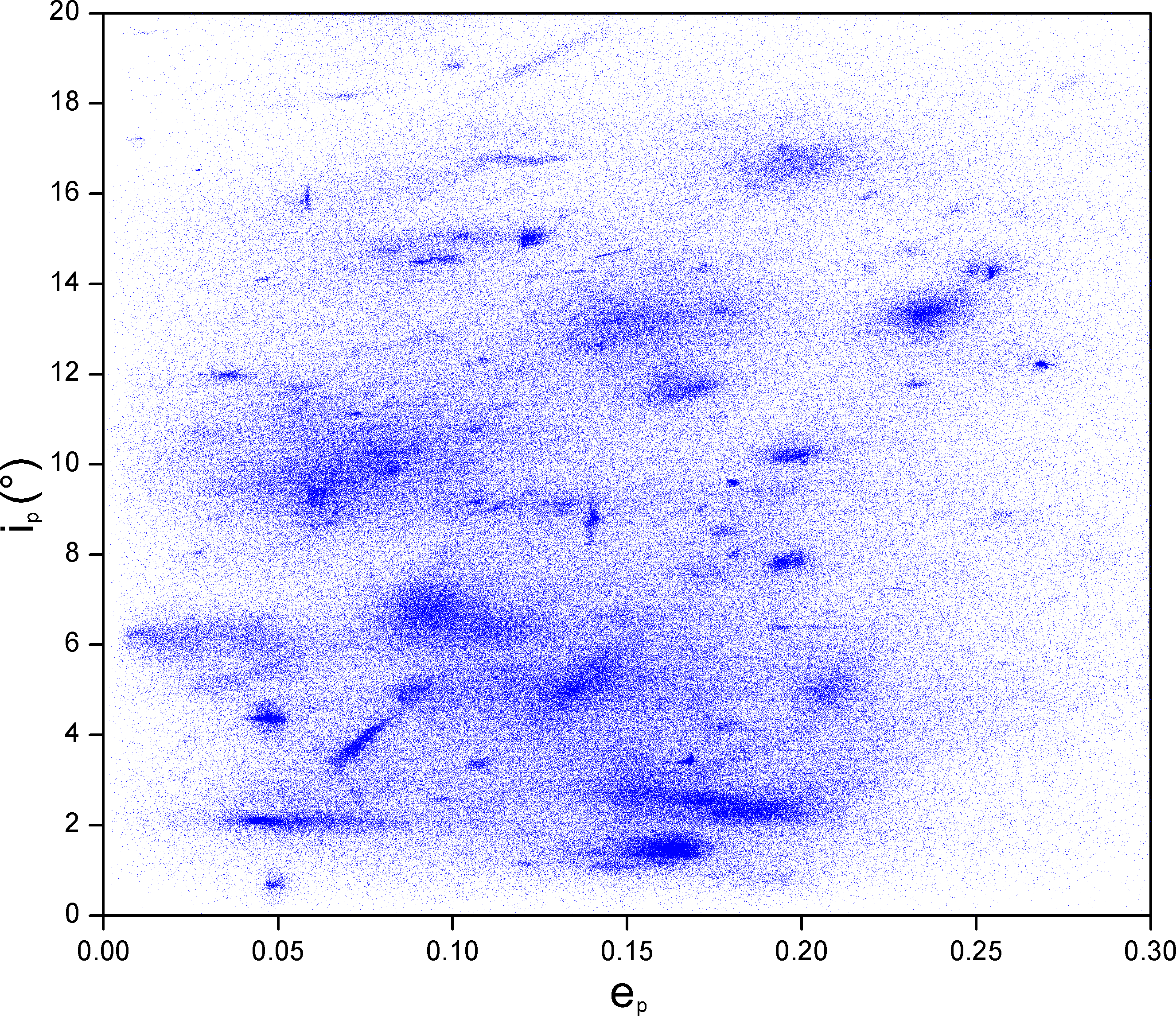
Gráfico que representa la inclinación orbital respecto de la excentricidad. Pueden observarse regiones donde existe una mayor acumulación de asteroides; se trata de las llamadas familias.

Cuando el número de asteroides descubiertos comenzó a ser elevado, los astrónomos observaron que algunos de ellos compartían ciertas características, como la excentricidad o la inclinación orbital. Así fue como el japonés Kiyotsugu Hirayama propuso en 1918 la existencia de cinco familias de asteroides, lista que con el paso del tiempo se ha ido dilatando.
Aproximadamente un tercio de los asteroides del cinturón forma parte de una familia. Las familias poseen elementos orbitales y espectros similares, lo cual indica que tienen su origen en la fragmentación de un objeto más grande. Existen 20-30 asociaciones que con certeza pueden considerarse familias de asteroides, aunque hay muchas otras cuya denominación de familia no está tan clara. Las asociaciones con menos miembros que las familias se denominan cúmulos de asteroides.
Algunas de las familias más importantes son (en orden de distancia): Flora, Eunomia, Coronis, Eos y Temis. La familia Flora, una de las más numerosas, podría tener su origen en una colisión acontecida hace menos de mil millones de años. El asteroide más grande que forma parte de una familia es (4) Vesta. Se cree que la familia Vesta se originó debido a una colisión sufrida sobre su superficie. Como resultado de la misma colisión también se formaron los llamados meteoritos HED.
Se han encontrado tres bandas de polvo dentro del cinturón principal. Es posible que estén asociadas a las familias Eos, Koronis y Themis, debido a que sus órbitas son similares a las de estas bandas.

#### Periferia
Bordeando el límite interior del cinturón de asteroides se encuentra el grupo Hungaria, entre 1.78 y 2.0 UA, y con semiejes mayores en torno a 1.9 UA. El asteroide que da nombre a esta familia compuesta por 52 asteroides conocidos es (434) Hungaria. Esta agrupación de asteroides se encuentra separada del cinturón principal por el hueco de Kirkwood correspondiente a la resonancia 4:1, y sus miembros poseen inclinaciones muy elevadas. Algunos cruzan la órbita de Marte, cuyas perturbaciones gravitacionales son probablemente la causa más notable en la reducción de la población de este grupo.
Otro grupo de asteroides con órbitas inclinadas en la parte interior del cinturón es la familia de Focea. La gran mayoría de sus miembros son de tipo-S, a diferencia de la familia Hungaria posee algunos de tipo-E (con superficies de enstatita). La familia Focea orbita entre 2.25 UA y 2.5 UA del Sol.
En el límite exterior del cinturón se encuentra la familia de Cibeles, orbitando entre 3.3 y 3.5 UA, en la resonancia 7:4 con Júpiter. El grupo de Hilda orbita entre 3.5 y 4.2 UA, con órbitas bastante circulares y estables en la resonancia 3:2 de Júpiter. Más allá de 4.2 UA se encuentran muy pocos asteroides, hasta la órbita de Júpiter (5.2 UA), donde se encuentran los asteroides troyanos. Los troyanos pueden dividirse en dos grupos, según el punto de Lagrange de Júpiter que ocupen: los que se encuentran en el punto L4 y los que se sitúan en el lado contrario L5. Se desconoce la razón de que el punto L4 se encuentre mucho más poblado.

#### Nuevas familias
Algunas familias se han formado recientemente, en tiempos astronómicos. El cúmulo Karin se formó hace 5.8 millones de años como consecuencia de una colisión sufrida por un asteroide de 16 km de radio. La familia de Veritas se formó hace 8.7 millones de años; entre las evidencias se incluye polvo interplanetario recogido de los sedimentos oceánicos.
Mucho más reciente es el cúmulo Datura que se formó hace 450 000 años a partir de un asteroide del cinturón principal. La estimación de su antigüedad está basada en la probabilidad estadística de que sus miembros tengan las órbitas actuales, y no en evidencias físicas sólidas. Se cree que el cúmulo Datura podría haber sido una fuente de polvo y material zodiacal. Otras formaciones recientes, como el cúmulo Iannini (hace circa 5 millones de años) o el cúmulo Seinäjoki, también podrían haber contribuido a la formación de este polvo.

## Colisiones

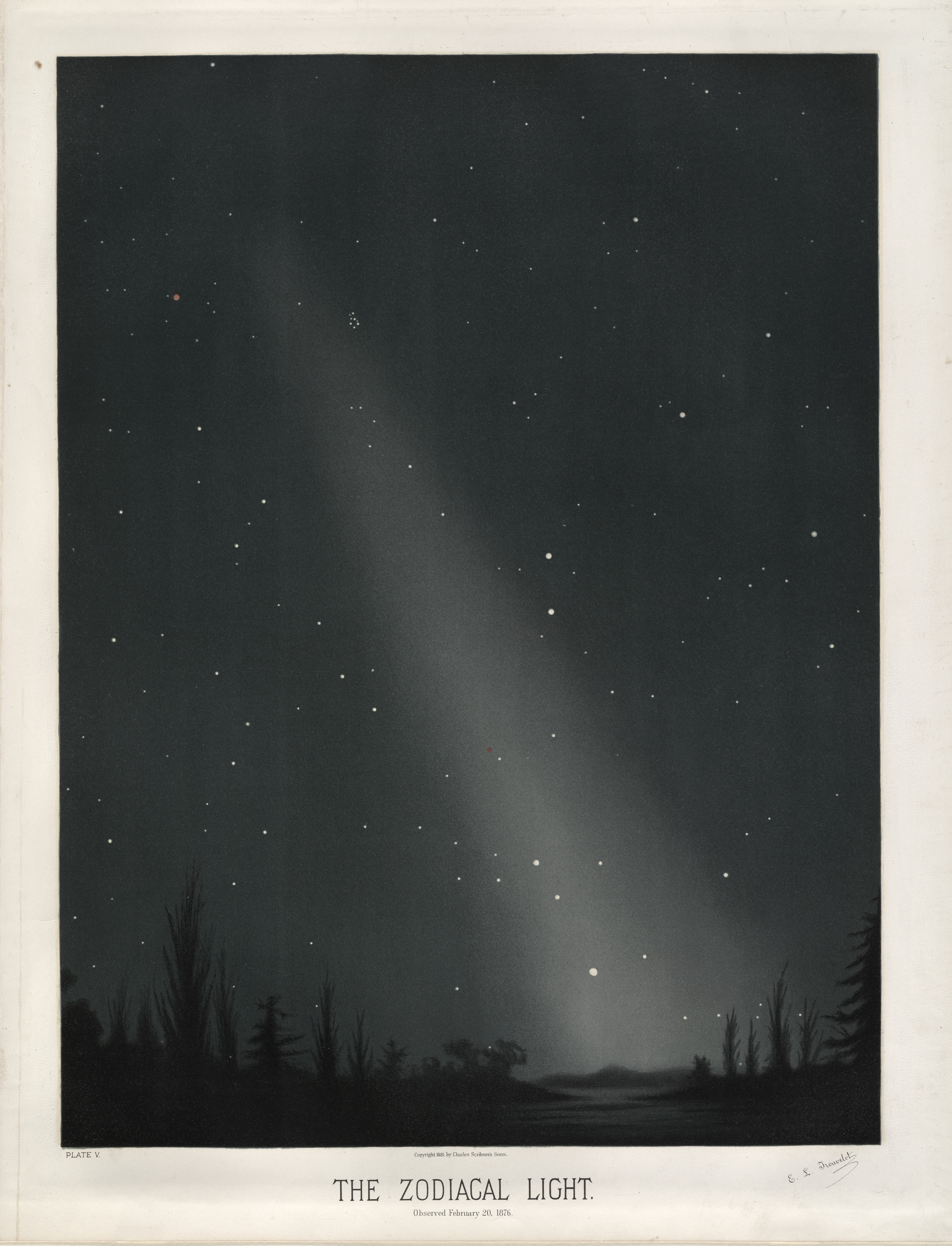
Luz zodiacal, creada en parte por polvo originado en colisiones entre asteroides.

Debido a la elevada población del cinturón principal las colisiones entre asteroides suceden de manera frecuente, en escalas de tiempo astronómicas. Se estima que cada 10 millones de años se produce una colisión entre asteroides cuyos radios exceden de los 10 km. Las colisiones en ocasiones provocan la fragmentación del asteroide en objetos más pequeños, formando una nueva familia de asteroides. También puede ocurrir que dos asteroides colisionen a velocidades muy bajas, en cuyo caso quedan unidos. Debido a estos procesos de colisión, los objetos que formaron el cinturón de asteroides primitivo apenas guardan relación con los actuales.

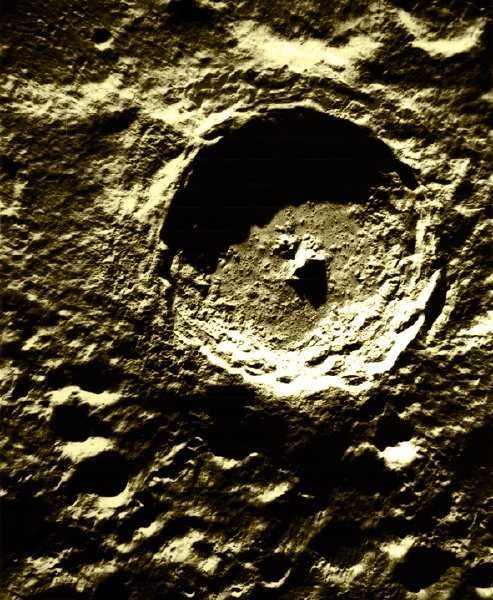
Tycho, un cráter lunar originado por un meteorito del cinturón de asteroides.

Además de asteroides, el cinturón también contiene bandas de polvo formados de partículas con radios de unos pocos cientos de micrómetros. Este material se produce, al menos en parte, por colisiones entre asteroides, y por el impacto de micrometeoritos en los asteroides. Además, el efecto Poynting-Robertson provoca que debido a la radiación solar este polvo gire lentamente en espiral hacia del Sol.
La combinación de este polvo con el material eyectado de los cometas produce la luz zodiacal. El brillo que produce, aunque débil, puede observarse por la noche en dirección hacia el Sol a lo largo de la eclíptica. Las partículas que producen la luz zodiacal visible presentan, en promedio, radios de 40 micrómetros. El tiempo de vida característico de estas partículas es del orden de 700 000 años. Por lo tanto, para mantener las bandas de polvo deben crearse nuevas partículas a un ritmo constante en el cinturón de asteroides.

### Meteoritos
Los escombros que se originan en las colisiones pueden formar meteoroides que finalmente alcancen la atmósfera terrestre. Un porcentaje mayor que el 99.8 % de los 30 000 meteoritos hallados hasta la fecha en la Tierra se cree que se ha originado en el cinturón de asteroides. En septiembre de 2007 se publicó un estudio que sugería que el asteroide (298) Baptistina sufrió una colisión que provocó el envío de una cantidad considerable de fragmentos al interior del sistema solar. Se cree que los impactos de estos fragmentos crearon los cráteres Tycho y Chicxulub, situados en la Luna y en México respectivamente, y este último pudo provocar la extinción de los dinosaurios hace 65 millones de años.

## Exploración

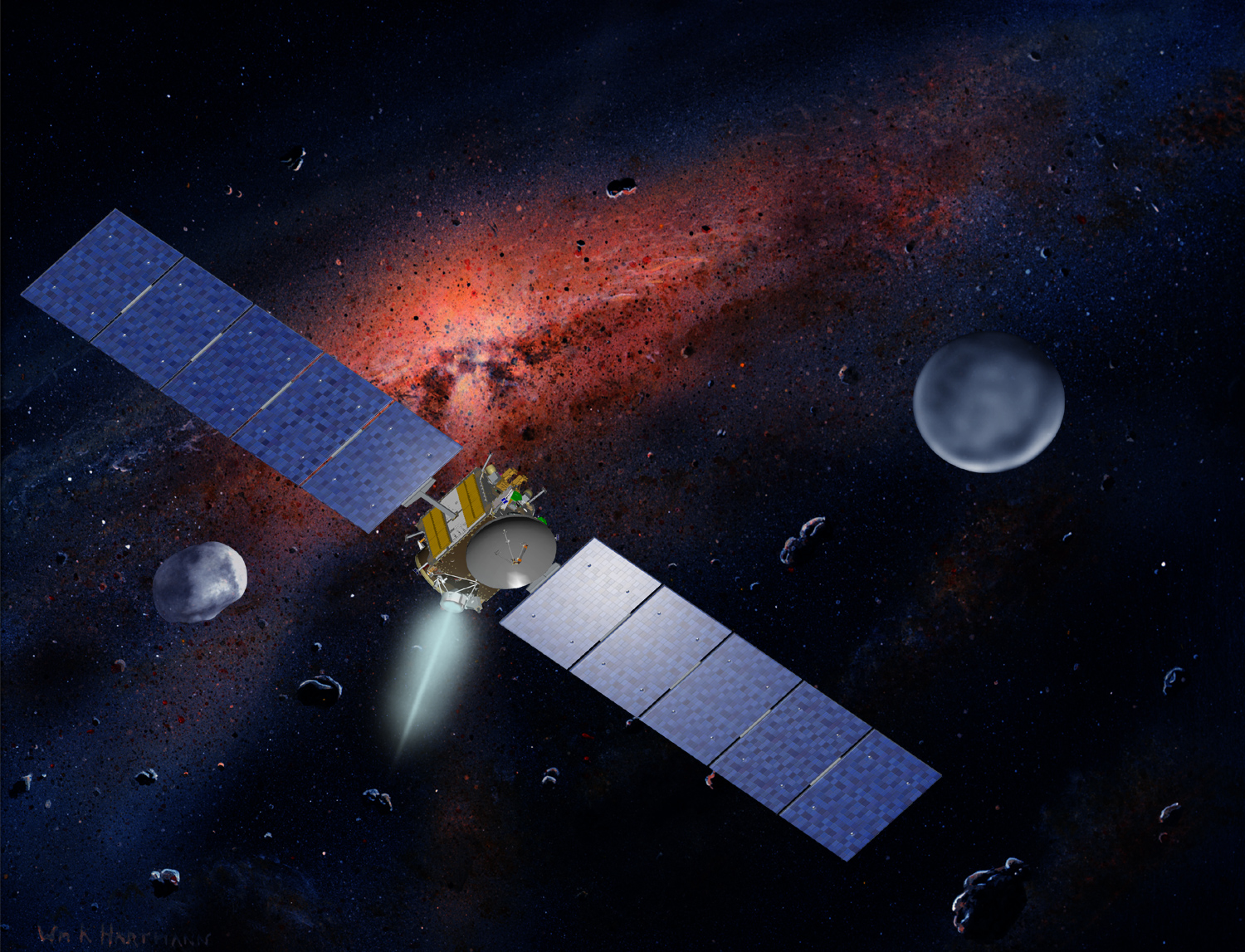
Representación artística de la nave espacial de la misión Dawn, con Vesta a la izquierda y Ceres a la derecha.

La primera nave espacial que atravesó el cinturón de asteroides fue la Pioneer 10, el 16 de julio de 1972. Por aquel entonces existía cierta preocupación sobre si los escombros que allí había supondrían un peligro para la nave, pero hasta ahora han atravesado el cinturón sin incidentes una decena de naves distintas. Las sondas Pioneer 11, Voyager 1 y 2 y Ulysses, pasaron por el cinturón sin tomar imágenes. La misión Galileo tomó imágenes de (951) Gaspra en 1991 y de (243) Ida (y su satélite Dactyl) en 1993, NEAR Shoemaker de (253) Matilde en 1997 y (433) Eros en 2000, Cassini-Huygens de (2685) Masursky en 2000, Stardust de (5535) Annefrank en 2002 y New Horizons de (132524) APL en 2006.
La misión Hayabusa, que retornó a la Tierra en junio de 2010, fotografió y aterrizó sobre la superficie de (25143) Itokawa en 2005, durante dos meses. La misión Dawn fue lanzada en 2007, el día 18 de julio de 2011 se confirmó que la sonda entró en la órbita de Vesta, y el 6 de marzo de 2015 entró en órbita alrededor de Ceres. La misión WISE fue lanzada el 14 de diciembre de 2009 y buscará mediante detección de radiación infrarroja todos los asteroides cuyo diámetro sea mayor a 3 km. La misión OSIRIS-REx, lanzanda en septiembre de 2016, traerá a la Tierra muestras de material de la superficie de un asteroide.
La mayoría de las fotografías tomadas de los asteroides fueron realizadas durante el breve paso por el cinturón de las sondas espaciales que se dirigían hacia otros objetivos, a excepción del NEAR y de la sonda Hayabusa, que exploraron determinados asteroides cercanos (NEA). Solamente la misión Dawn tiene como objetivo primario el estudio de objetos del cinturón principal de asteroides, y si estos se cumplen con éxito es posible que se desarrolle una extensión de la misión que permita exploraciones adicionales.

### Fuente futura de recursos
Los asteroides son los cuerpos más accesibles del sistema solar. Se ha sugerido que en un futuro el material de los asteroides cercanos a la Tierra (NEA) podría ser aprovechable. Los materiales más importantes económicamente son el agua (la poseen los asteroides tipo-C, generalmente en forma de hielo) y diversos metales, como hierro, níquel, cobalto o platino (asteroides tipos S y M). Ya se ha especulado con los métodos posibles para hacerlo y los costes económicos implicados, y se cree que por cada tonelada de material terrestre utilizado para la construcción de naves podrán obtenerse hasta mil toneladas de material en los asteroides. Esto abarataría el coste de los materiales en cuestión, y podrían utilizarse para la construcción de estructuras necesarias en futuras exploraciones espaciales.